# Генрі Юль
Сер Генрі Юль (англ. Sir Henry Youle Sir Henry Youle; 1 травня 1820, Інвереск, Східний Лотіан, Шотландія — 30 грудня 1889, Лондон
) — шотландський сходознавець, географ, письменник. Почесний доктор наук Единбурзького університету (1884).

## Біографія
Син майора, перекладача з арабської мови. Здобув освіту в Единбурзі. Продовжив навчання в університетському коледжі Лондона, вступив в британську військову семінарію в Лондоні, потім перевівся в королівську військово-інженерну школу. У 1840 році був направлений на службу в інженерно-саперний підрозділ в Бенгалію.
Учасник першої (1845—1846) і другої англо-сикхської війни (1848—1849).
У 1848 повернувся на батьківщину через поганий стан здоров'я. Оселився в Единбурзі і протягом трьох років читав лекції в Шотландської військової академії.
У 1852 році Г. Юль повернувся в Бенгалію. Брав участь в посольстві в Бірму. Працював в Аракані і Бірмі, керував там новозбудованою мережею залізниць.
У 1862 році вийшов на пенсію і повністю присвятив себе вивченню середньовічної історії та географії Центральної Азії. У зв'язку з хворобою дружини, вони влаштувалися в Палермо на Сицилії. Після смерті дружини в 1875 році, Юль повернувся в Англію, де був призначений членом Ради у справах Індії.
Г. Юль був членом і деякий час президентом Товариства з вивчення історичних джерел, подорожей та інших географічних матеріалів.
Про свої подорожі Юль написав ряд книг, серед них:
- «A narrative of the mission to the Court of Ava in 1855» (Лондон, 1858);
- «Cathay and the way thither, being a collection of mediaeval notices of China» (Лондон, 1866);
- «The book of Sir Marco Polo», англійський переклад твору Марко Поло, забезпечений цінними коментарями (ib., 1871; 2-е вид., 1875);
- «Hobson-Jobson: being a glossary of Anglo-Indian colloquial words and phrases» словник англо-індійських виразів, оброблений спільно з Артуром Бернелем — (ib., 1886).

Відредагував «Mirabilia Descripta» (1863). переклад з латинського книги подорожей домініканського ченця Іордануса Каталані (1290—1336) і Щоденник адміністратора британської Ост-Індської компанії Вільяма Хеджеса (1887-89). Їм написано передмову до книги Миколи Пржевальського «Монголія і країна тангутів» (1876).
Він автор багатьох біографічних статей для Royal Engineers 'Journal і цілого ряду географічних статей в Британській енциклопедії, в тому числі «Історія та географія верхів'їв Амудар'ї».
У 1887—1889 роках Г. Юль був віце-президентом Королівського географічного товариства . Йому пропонували зайняти пост президента товариства, але в знак протесту проти насильницьких методів, використовуваних Британією в Африці, він від нього відмовився.
Нагороджений Золотою медаллю Засновників Королівського географічного товариства у 1872 році.